# Comté de Wise (Texas)
Pour les articles homonymes, voir Wise et Comté de Wise.
Le comté de Wise, en anglais : Wise County, est un comté situé dans le nord de l'État du Texas aux États-Unis. Selon le recensement des États-Unis de 2020, sa population est de 68 632 habitants. Fondé le 23 janvier 1856, son siège de comté est la ville de Decatur. Le comté doit son nom à Henry Alexander Wise, un membre de la Chambre des représentants des États-Unis qui soutient l'annexion du Texas. Le comté de Wise est considéré comme faisant partie de la région métropolitaine de Dallas/Fort Worth Metroplex.

## Organisation du comté
Le comté de Wise est créé le 23 janvier 1856, à partir des terres du comté de Cooke. Il est définitivement organisé et autonome, le 5 mai 1856.
Le comté est baptisé en référence à Henry A. Wise, membre du Congrès américain ayant soutenu l'annexion du Texas,.

## Comtés adjacents
|               | Comté de Montague | Comté de Cooke   |
| Comté de Jack | comté de Wise     | Comté de Denton  |
|               | Comté de Parker   | Comté de Tarrant |

## Démographie
Lors du recensement de 2010, le comté comptait une population de 59 127 habitants. En 2017, la population est estimée à 66 181 habitants.

Pyramide des âges du comté de Wise (2000).

## Localités
- Alvord
- Aurora
- Boyd
- Briar
- Bridgeport
- Chico
- Decatur
- Greenwood
- Lake Bridgeport
- New Fairview
- Newark
- Paradise
- Pecan Acres
- Rhome
- Runaway Bay
- Slidell